# Ministerio de Asuntos Políticos (Argentina)
El Ministerio de Asuntos Políticos fue un organismo del gabinete de Argentina que existió entre 1949 y 1954, con atribuciones de «unidad de comando» y «unidad de concepción» en cuestiones políticas de interior y exterior, tratamiento de asuntos jurídicos y encargándose de la difusión de la doctrina justicialista.
Fue creado el 11 de marzo de 1949 por primera disposición transitoria de la reforma de la Constitución de la Nación Argentina sancionada ese día, como sucesora de la Secretaría de Asuntos Políticos de Presidencia. Fue degradado nuevamente a secretraría de Presidencia en julio de 1954.

## Historia
Se constituyó primero como la división de Asuntos Políticos de la Secretaría de Presidencia de la Nación en el gobierno de facto surgido tras el golpe de Estado de 1943. Con atribuciones imprecisas, se superpuso a la división política y electoral del Ministerio del Interior. Luego se conformaría una «Secretaría de Asuntos Políticos» en el ámbito de la Presidencia de la Nación.
La reforma de la Constitución de la Nación Argentina del 4 de marzo de 1949, durante la presidencia de Juan Domingo Perón, creó el «Ministerio Secretaría de Estado de Asuntos Políticos» en su primera disposición transitoria, pasando a integrar el gabinete nacional. El 7 de julio de 1949 el Congreso de la Nación sancionó la Ley N.º 13 529 que fijó las competencias de todos los ministerios, incluyendo el de Asuntos Políticos.
El nuevo ministerio tomó atribuciones políticas del Ministerio del Interior, en lo referido a leyes electorales, régimen de partidos políticos y delitos políticos. También le correspondió la difusión de la doctrina justicialista y cuestiones identitarias e ideológicas, con actuación relacionada al Partido Peronista, trazado de «planes de acción política», relacionamiento con organizaciones de la sociedad civil y enlace con los legisladores del partido en el Congreso de la Nación. Tuvo algunas funciones compartidas con el Ministerio de Asuntos Técnicos organizados ambos como «unidades de comando» en la administración pública.
Su titular fue Román Subiza.
En la Ley Orgánica de los Ministerios del Poder Ejecutivo N.º 14 303, promulgada el 28 de julio de 1954, Asuntos Políticos dejó de formar parte del gabinete con el rango de ministerio, pasando a ser nuevamente una secretaría dependiente de Presidencia de la Nación.
Tras el golpe de Estado de septiembre de 1955, la autoproclamada Revolución Libertadora creó una «comisión investigadora» para estudiar, entre otras, la gestión del Ministerio de Asuntos Políticos.

## Competencias
Su competencia fue establecida por el artículo 19 de la ley N.º 13 529, que fijó las competencias de todos los ministerios, sancionada el 7 de julio de 1949 y promulgada al día siguiente. La competencia de la cartera de Asuntos Políticos era «lo inherente a la orientación, dirección y fiscalización de la política interna de la Nación, y el estudio comparativo de la de otros países…»

## Titular
| Ministro     | Partido | Partido           | Periodo                                   | Presidente         |
| ------------ | ------- | ----------------- | ----------------------------------------- | ------------------ |
| Román Subiza |         | Partido Peronista | 11 de marzo de 1949 - 28 de julio de 1954 | Juan Domingo Perón |